# Milt Fankhouser
Milton „Milt“ Fankhauser (* 29. Oktober 1915 in New York, New York, USA; † 26. Februar 1970 in Santa Barbara, Kalifornien, USA) war ein US-amerikanischer Autorennfahrer.

## Karriere
Zwischen 1946 und 1950 startete er bei 16 Rennen zur AAA-National-Serie, wobei ihm 1948 in Lakewood mit einem fünften Platz in einem Stevens-Offenhauser seine beste Platzierung gelang. Er versuchte sich zwischen 1947 und 1950 regelmäßig für die 500 Meilen von Indianapolis zu qualifizieren. Lediglich der erste Versuch 1947 gelang. Im Rennen schied er bereits nach 30 Runden durch einen Unfall aus.
Sein Sohn Merrell Fankhauser wurde ein bekannter Musiker.

## Statistik

### Indy-500-Ergebnisse
| Jahr | Startnr. | Start | Qual (km/h) | Ergebnis | Runden | Führung | Ausfall |
| ---- | -------- | ----- | ----------- | -------- | ------ | ------- | ------- |
| 1947 | 53       | 11    | 192,991     | 30       | 16     | 0       | Unfall  |
| 1948 | 23       | DNQ   |             |          |        |         |         |
| 1949 | 73       | DNQ   |             |          |        |         |         |
| 1950 | 41       | DNQ   |             |          |        |         |         |

| Legende  | Legende            | Legende                                                          |
| Farbe    | Abkürzung          | Bedeutung                                                        |
| -------- | ------------------ | ---------------------------------------------------------------- |
| Gold     | –                  | Sieg                                                             |
| Silber   | –                  | 2. Platz                                                         |
| Bronze   | –                  | 3. Platz                                                         |
| Grün     | –                  | Platzierung in den Punkten                                       |
| Blau     | –                  | Klassifiziert außerhalb der Punkteränge                          |
| Violett  | DNF                | Rennen nicht beendet (did not finish)                            |
| Violett  | NC                 | nicht klassifiziert (not classified)                             |
| Rot      | DNQ                | nicht qualifiziert (did not qualify)                             |
| Rot      | DNPQ               | in Vorqualifikation gescheitert (did not pre-qualify)            |
| Schwarz  | DSQ                | disqualifiziert (disqualified)                                   |
| Weiß     | DNS                | nicht am Start (did not start)                                   |
| Weiß     | WD                 | zurückgezogen (withdrawn)                                        |
| Hellblau | PO                 | nur am Training teilgenommen (practiced only)                    |
| Hellblau | TD                 | Freitags-Testfahrer (test driver)                                |
| ohne     | DNP                | nicht am Training teilgenommen (did not practice)                |
| ohne     | INJ                | verletzt oder krank (injured)                                    |
| ohne     | EX                 | ausgeschlossen (excluded)                                        |
| ohne     | DNA                | nicht erschienen (did not arrive)                                |
| ohne     | C                  | Rennen abgesagt (cancelled)                                      |
| ohne     | keine WM-Teilnahme |                                                                  |
| sonstige | P/fett             | Pole-Position                                                    |
| sonstige | 1/2/3/4/5/6/7/8    | Punktplatzierung im Sprint-/Qualifikationsrennen                 |
| sonstige | SR/kursiv          | Schnellste Rennrunde                                             |
| sonstige | *                  | nicht im Ziel, aufgrund der zurückgelegten Distanz aber gewertet |
| sonstige | ()                 | Streichresultate                                                 |
| sonstige | unterstrichen      | Führender in der Gesamtwertung                                   |